# Golte
Golte so apnenčasta, razgibana planota na vzhodnem obrobju Kamniško-Savinjskih Alp, ki jo v večji meri porašča gozd. To je visoka kraška planota, primer osamelega krasa, saj ima širše obrobje iz neprepustnih kamenin. 
So eno izmed priljubljenih zimsko-letnih visokogorskih središč. 

## Obseg
Pogorje na zahodni strani omejuje dolina Ljubnice, na vzhodni pa soteska Ljubije. Na jug se svet spušča prek Tirskih peči v obsežno Gornjegrajsko kotlino, na jugovzhod pa v Mozirsko kotlino. Proti severu prehajajo Golte prek sedla Kal v Smrekovec. Na bolj uravnanem področju so tam dobile prostor planine:
- Rastovčka planina
- Hleviška planina
- Hribarska planina
- Konečka planina

Vrhovi:
- Medvedjak, 1573 m
- Smrekovec, 1550 m
- Ojstri vrh
- Boskovec, 1587 m

## Etimologija
Ime izhaja iz lastnosti zakraselega površja, ki »golta« vodo. Pojavlja se tudi ime Mozirske planine, ki je po Badjuri napačno, ker je nastalo s prevodom iz nemških zemljevidov).

## Geološka sestava
Osrednji del Mozirskih planin je  iz precej čistega zgornjetriasnega apnenca, ki marsikje razkriva značilne megalodonitne školjke. V njem so nastali kraški pojavi. Poleg žlebičja je na sami planoti veliko vrtač in več kraških jam (brezna, vodoravne jame, ledenice, snežne jame).

## Vegetacija
Večji del Mozirskih planin je pokrit z gozdom. Najbolj značilna je združba predalpskega visokogorskega bukovega gozda z golim lepenom.

## Naravovarstveni status planote Golte
- Krajinski park Golte so razglasili leta 1987 in obsega 1223 ha. Na območju krajinskega parka Golte velja varstveni režim, ki med drugim prepoveduje izvajanje posegov v prostor, ki ogrožajo naravne vrednote in biodiverziteto. Prepovedujejo kurjenje, šotorjenje, krčenje gozda in vožnjo z vozili.
- Naravna vrednota državnega pomena Golte (geološka, površinska, geomorfološka, podzemeljska geomorfološka in ekosistemska naravna vrednota)
- Ekološko pomembno območje (EPO) Kamniško-Savinjske Alpe
- Območje Natura 2000 (Kamniško-Savinjske Alpe in Karavanke) kjer je potrebno ohranjati stanje določenih vrst in habitatov (divji petelin, ruševec, belka, gozdni jereb, itd)

## Naravne znamenitosti
- Naravni spomenik Okno v Mozirski Požganiji
- Naravni spomenik Tirske peči so jugovzhodni rob planote, ki se ostro lomi v dolino z markantnimi, okoli 300 m visokimi stenami.
- Naravni spomenik Ledenica na Golteh

## Turistične zanimivosti

### Smučarski center
Golte so znane predvsem kot smučarski center, kjer se na višini 1200 do 1600 m nadmorske višine na 50 ha razprostirajo smučarske proge.
Naprave
- Nihalka Žekovec[1]
- Trosedežnica Medvedjak
- Dvosedežnica Smrekovec
- Dvosedežnica Ročka
- Vlečnica Stari Stani
- Vlečnica Morava

Na Golteh je urejen tudi otroški poligon s tekočim trakom.

### Alpski park
Uredili so najvišje ležeči in najlažje dostopni Alpski park v Evropi. Gre za edinstven primer predstavitve alpske flore v avtohtonem okolju na nadmorski višini 1300 do 1400 m. Dostop z nihalko omogoča ogled parka alpskega cvetja tudi obiskovalcem, ki drugače ne bi zmogli poti.

## Koče
- Mozirska koča na Golteh, 1356 m